# Troms og Finnmark
Troms og Finnmark (płn-sam. Romsa ja Finnmárku, kweń. Tromssa ja Finmarkku) – dawny okręg Norwegii, utworzony 1 stycznia 2020 w efekcie reformy administracyjnej z 2017 i zlikwidowany 1 stycznia 2024. Powstał z połączenia istniejących okręgów Troms i Finnmark oraz gminy Tjeldsund należącej dotąd do okręgu Nordland. Powierzchnia okręgu wynosiła 70 935 km², a populacja 243 311 osoby (2020).
Głównym ośrodkiem administracyjnym okręgu było Tromsø (stolica dawnego okręgu Troms), ale siedziba zarządcy okręgu znajdowała się w Vardø (stolica dawnego okręgu Finnmark).

## Gminy
Okręg Troms og Finnmard składał się z 39 gmin:
- Tromsø
- Harstad
- Alta
- Vardø
- Vadsø
- Hammerfest
- Kvæfjord
- Tjeldsund
- Ibestad
- Gratangen
- Lavangen
- Bardu
- Salangen
- Målselv
- Sørreisa
- Dyrøy
- Senja
- Balsfjord
- Karlsøy
- Lyngen
- Storfjord
- Gáivuotna Kåfjord
- Skjervøy
- Nordreisa
- Kvænangen
- Guovdageaidnu Kautokeino
- Loppa
- Hasvik
- Måsøy
- Nordkapp
- Porsanger
- Kárášjohka
- Lebesby
- Gamvik
- Berlevåg
- Deatnu Tana
- Nesseby
- Båtsfjord
- Sør-Varanger

## Kontrowersje
Połączenie Troms i Finnmarku budziło sprzeciw mieszkańców tego drugiego. W maju 2018 przeprowadzono w tym regionie niewiążące referendum, w którym 87% mieszkańców wypowiedziało się przeciw połączeniu okręgów (przy frekwencji 58%). W maju 2022 rząd Norwegii zaproponował powrót do podziału na dwa osobne okręgi. Zmiana ta weszła w życie 1 stycznia 2024 roku.